# کریم‌آباد (ایرانشهر، دو)
کریم‌آباد روستایی در دهستان حومه بخش مرکزی شهرستان ایرانشهر استان سیستان و بلوچستان ایران است.

## جمعیت
بر پایه سرشماری عمومی نفوس و مسکن در سال ۱۳۹۵ جمعیت این روستا ۴۹۷ نفر (۱۴۰خانوار) بوده‌است.